# Nosofobia
A Nosofobia é uma fobia específica, um medo irracional de contrair uma doença, do grego "nosos" para "doença" (como o Dicionário Webster 1913 exprimiu, "o medo mórbido de uma doença"). Os medos primários desse tipo são o medo de contrair tuberculose pulmonar, doenças venéreas, câncer e doenças do coração.
Alguns autores sugerem que a doença dos estudantes médicos deva ser mencionado como nosofobia  e não "hipocondria", porque os estudos citados mostram uma porcentagem muito baixa do caráter hipocondríaco da condição.